# Rajd Francji 1981
Rezultaty Rajdu Francji (25. Tour de Corse – Rallye de France) – eliminacji Rajdowych Mistrzostw Świata, w 1981 roku, który odbył się w dniach 30 – 2 maja. Była to piąta runda czempionatu w tamtym roku. Bazą rajdu było miasto Ajaccio.

## Zwycięzcy odcinków specjalnych[1]
| Dzień | OS | Godz. roz. | Nazwa                             | Długość  | Zwycięzca                         | Czas    | Śr. pręd.  | Lider rajdu         |
| ----- | -- | ---------- | --------------------------------- | -------- | --------------------------------- | ------- | ---------- | ------------------- |
| 1     | 1  |            | Verghia – Coti Chiavari           | 9,70 km  | Jean-Claude Andruet               | 7:02    | 82,75 km/h | Jean-Claude Andruet |
| 1     | 2  |            | Acqua Doria – Bicchisano          | 68,90 km | Jean-Claude Andruet               | 48:01   | 86,10 km/h | Jean-Claude Andruet |
| 1     | 3  |            | Argiusta – Forciolo               | 13,70 km | Jean-Claude Andruet               | 10:29   | 78,41 km/h | Jean-Claude Andruet |
| 1     | 4  |            | Meubles de Ferme – Maison Colonna | 39,40 km | Jean-Claude Andruet               | 29:33   | 80,00 km/h | Jean-Claude Andruet |
| 1     | 5  |            | Liamone – Suaricchio              | 83,70 km | Jean-Claude Andruet               | 1:05.09 | 77,08 km/h | Jean-Claude Andruet |
| 1     | 6  |            | Santa Maria – Ciamanace           | 44,60 km | Jean-Luc Thérier                  | 32:49   | 81,54 km/h | Bernard Darniche    |
| 1     | 7  |            | Palneca – Abazzia                 | 71,10 km | Bernard Darniche                  | 52:23   | 81,44 km/h | Bernard Darniche    |
| 1     | 8  |            | Kamiesh – Zonza 1                 | 28,30 km | Jean-Luc Thérier                  | 26:21   | 87,21 km/h | Jean-Luc Thérier    |
| 1     | 9  |            | Aullène – Ghisoni                 | 63,40 km | Jean-Luc Thérier                  | 46:28   | 81,87 km/h | Jean-Luc Thérier    |
| 1     | 10 |            | Ghisoni – Vivario                 | 16,90 km | Jean-Luc Thérier Bernard Darniche | 12:41   | 79,95 km/h | Jean-Luc Thérier    |
| 1     | 11 |            | Muracciole – Point Saint Laurent  | 83,80 km | Bernard Darniche                  | 1:00.18 | 83,38 km/h | Bernard Darniche    |
| 1     | 12 |            | Ponte Rosso – Borgo               | 52,60 km | Tony Pond                         | 35:33   | 71,90 km/h | Bernard Darniche    |
|       |    |            |                                   |          |                                   |         |            | Bernard Darniche    |
| 2     | 13 |            | Barchetta – Ponte Nuovo           | 88,10 km | Jean Ragnotti                     | 1:00.29 | 79,46 km/h | Bernard Darniche    |
| 2     | 14 |            | Moltifao – Ile Rousse             | 56,90 km | Jean Ragnotti                     | 38:26   | 88,83 km/h | Bernard Darniche    |
| 2     | 15 |            | Corbara – Monte Grosso            | 13,90 km | Jean Ragnotti                     | 9:02    | 92,32 km/h | Bernard Darniche    |
| 2     | 16 |            | Calvi – Fango                     | 32,50 km | Jean Ragnotti                     | 20:44   | 94,05 km/h | Bernard Darniche    |
| 2     | 17 |            | Fango – Visa                      | 66,00 km | Guy Fréquelin                     | 50:01   | 79,17 km/h | Bernard Darniche    |
| 2     | 18 |            | Saint Roch – Pont d'Azzana        | 55,20 km | Guy Fréquelin                     | 44:14   | 74,88 km/h | Bernard Darniche    |
| 2     | 19 |            | Pont d'Azzana – Suaricchio        | 21,80 km | Bernard Darniche                  | 17:06   | 76,49 km/h | Bernard Darniche    |
| 2     | 20 |            | Santa Maria – Ciamanace           | 44,60 km | Guy Fréquelin                     | 34:02   | 78,63 km/h | Bernard Darniche    |
| 2     | 21 |            | Cozzano – Ghisoni                 | 33,10 km | Guy Fréquelin                     | 26:00   | 76,38 km/h | Bernard Darniche    |
| 2     | 22 |            | Kamiesh – Zonza 2                 | 38,30 km | Guy Fréquelin                     | 27:46   | 82,76 km/h | Bernard Darniche    |
| 2     | 23 |            | Quenza – Santa Giulia             | 82,90 km | Guy Fréquelin                     | 57:42   | 86,20 km/h | Bernard Darniche    |
| 2     | 24 |            | Calvese – Agosta                  | 43,20 km | Per Eklund                        | 30:28   | 85,08 km/h | Bernard Darniche    |

## Wyniki końcowe rajdu[2]
| Pierwsza dziesiątka | Pierwsza dziesiątka | Pierwsza dziesiątka  | Pierwsza dziesiątka     | Pierwsza dziesiątka | Pierwsza dziesiątka | Pierwsza dziesiątka | Pierwsza dziesiątka |
| Msc.                | Nr. sam.            | Kierowca             | Samochód                | Grupa               | Czas                | Str.                | Punkty              |
| Msc.                | Nr. sam.            | Pilot                | Zespół                  | Kategoria           |                     | Str.                | Punkty              |
| ------------------- | ------------------- | -------------------- | ----------------------- | ------------------- | ------------------- | ------------------- | ------------------- |
| 1.                  | 10                  | Bernard Darniche     | Lancia Stratos HF       | 4                   | 14:26.23            | 0.00                | 20                  |
| 1.                  | 10                  | Alain Mahé           | Team Chardonnet         | 4                   |                     | =                   | 20                  |
| 2.                  | 2                   | Guy Fréquelin        | Talbot Sunbeam Lotus    | 2                   | 14:42.25            | + 16.02             | 15                  |
| 2.                  | 2                   | Jean Todt            | Talbot Sport            | 4                   |                     | + 16.02             | 15                  |
| 3.                  | 18                  | Tony Pond            | Datsun Violet GT        | 2                   | 14:45.29            | + 19.06             | 12                  |
| 3.                  | 18                  | Ian Grindrod         | Team Datsun Europe      | 3                   |                     | + 3.04              | 12                  |
| 4.                  | 22                  | Jean-Pierre Ballet   | Porsche 911 SC          | 4                   | 15:17.09            | + 50.46             | 10                  |
| 4.                  | 22                  | Sui Guinchard        | Jean-Pierre Ballet      | 4                   |                     | + 31.40             | 10                  |
| 5.                  | 20                  | Terry Kaby           | Datsun 160J             | 2                   | 15:22.06            | + 55.43             | 8                   |
| 5.                  | 20                  | Rob Arthur           | Dawson Auto Development | 3                   |                     | + 4.57              | 8                   |
| 6.                  | 7                   | Per Eklund           | Toyota Celica 2000GT    | 4                   | 15:43.33            | + 1:17.10           | 6                   |
| 6.                  | 7                   | Jan-Olof Bohlin      | Toyota Team Europe      | 3                   |                     | + 21.27             | 6                   |
| 7.                  | 105                 | Jean-Michel Tichadou | Ford Escort RS          | 1                   | 15:45.51            | + 1:19.28           | 4                   |
| 7.                  | 105                 | Jean-Paul Pandolfi   | Jean-Michel Tichadou    | 3                   |                     | + 2.18              | 4                   |
| 8.                  | 41                  | Gérard Swaton        | Porsche 911 SC          | 3                   | 15:46.29            | + 1:20.06           | 3                   |
| 8.                  | 41                  | Bernard Cordesse     | Gérard Swaton           | 4                   |                     | + 0.38              | 3                   |
| 9.                  | 29                  | Camille Bartoli      | Renault 5 Turbo         | 4                   | 15:54.34            | + 1:28.11           | 2                   |
| 9.                  | 29                  | Gilbert Poletti      | Camille Bartoli         | 3                   |                     | + 8.05              | 2                   |
| 10.                 | 108                 | Jean-Félix Farrucci  | Opel Ascona             | 1                   | 15:59.40            | + 1:33.17           | 1                   |
| 10.                 | 108                 | Albert Gori          | Jean-Félix Farrucci     | 3                   |                     | + 5.06              | 1                   |

## Klasyfikacja generalna po 5 rundach

### Kierowcy
|    | Msc. | Kierowca         | Pkt. |
| -- | ---- | ---------------- | ---- |
| 2  | 1    | Guy Fréquelin    | 36   |
| 16 | 2    | Bernard Darniche | 26   |
| 2  | 3    | Markku Alén      | 24   |
| 2  | 4    | Henri Toivonen   | 23   |
| 1  | 5    | Hannu Mikkola    | 20   |

### Producenci
|   | Msc. | Producent | Pkt. |
| - | ---- | --------- | ---- |
| 1 | 1    | Talbot    | 51   |
| 1 | 2    | Datsun    | 46   |
| 2 | 3    | Opel      | 46   |
| 4 | 4    | Lancia    | 28   |
| 5 | 5    | Ford      | 27   |